# Choluteca (departamento)
Choluteca é um departamento de Honduras. 
Suas principais cidades são Choluteca e Monjarás.

## Municípios
1. Apacilagua
2. Choluteca
3. Concepción de María
4. Duyure
5. El Corpus
6. El Triunfo
7. Marcovia
8. Morolica
9. Namasigue
10. Orocuina
11. Pespire
12. San Antonio de Flores
13. San Isidro
14. San José
15. San Marcos de Colón
16. Santa Ana de Yusguare